# یواس‌ای‌تی میگس
یواس‌ای‌تی میگس (به انگلیسی: USAT Meigs) یک کشتی بود که طول آن ۴۳۰ فوت ۷ اینچ (۱۳۱٫۲ متر) بود. این کشتی در سال ۱۹۲۱ ساخته شد.